# StarLogo
StarLogoとはマサチューセッツ州にあるMITメディアラボのミッチェル・レズニック、エリック・クロッパーらとMITティーチャーエデュケーションプログラムが開発したエージェント型シミュレーション言語で、プログラミング言語LOGOのエクステンションでもある。StarLogoは教育向けに設計されており、学生が分散システムの挙動をモデル化することができる。
初代のStarLogoはコネクションマシン2パラレルコンピュータ上で動作していた。以降のバージョンはMacintoshで動作しており、MacStarLogo （現在はMacStarLogo Classicと呼ばれる）という名称で知られるようになった。現在のStarLogoはJavaで書かれていてほとんどのコンピュータで動作する。
またStarLogoにはOpenStarLogoと呼ばれるバージョンもある。OpenStarLogoのソースコードはオンライン公開されているが、コードの商用利用が制限されているため適用されるライセンスはオープンソースの定義によるオープンソースライセンスではない。
2008年7月に公開されたStarLogo TNG (The Next Generation) version 1.0は学習可能性と使いやすさを向上させるためにOpenGLを使った3Dグラフィックスとブロック型図式言語を提供しており、C言語とJavaで書かれている。またパズルピースのような「ブロック」でまとめ、一緒に合う順番でブロックを読み込み、Spacelandという3Dシミュレーションビュー内でプログラムをセットする。
StarLogoは、大島芳樹がプログラミングしたKedamaというパーティクルシステムに大きな影響を与えており、これはSmalltalkから派生したSqueakで書かれていてLOGOの影響を強く受けている教育用プログラミング環境及び言語であるEtoysから派生している。